# Don't Know Nothing
Pistes de Hands All Over
Stutter Never Gonna Leave This Bed
Don't Know Nothing est une chanson du groupe Maroon 5 extraite de leur troisième album Hand All Over. 
Dans cette chanson, Adam Levine dit qu'il ne sait rien, qu'il fait tout de travers.